# Office of Communications
L'Office of communications (Ofcom) est l'autorité régulatrice des télécommunications au Royaume-Uni, qui bénéficie d'un statut comparable aux autorités indépendantes françaises, mais est doté de la personnalité morale. Il a été défini en 2002 par l’Office of Communications Act 2002. Il a été créé le 1er avril 2003 et est entré en fonction le 29 décembre 2003. Il regroupe les fonctions de l’Oftel, la Independent Television Commission, la Broadcasting Standards Commission, la Radio Authority et la Radio Communications Agency

## Oftel
L'Oftel est le nom de l'organisme qui avait en charge la régulation des télécommunications au Royaume-Uni avant la création de l'Ofcom.

### Plainte de Peter Humphrey
En novembre 2018, Peter Humphrey porte plainte contre la CGTN auprès de l’Ofcom.
En juillet 2020, l'Ofcom juge la plainte de Peter Humphrey « fondée », de « traitement injuste » et d’« atteinte à la vie privée » après la diffusion, en août 2013 et en juillet 2014, de deux programmes d’information par la chaîne qui s’appelait alors CCTV News. Durant cette émission, il est présenté notamment comme un « suspect » qui passe aux aveux. Peter Humphrey dénonce des confessions forcées alors qu’il était « assis, enfermé dans une cage, des menottes aux poignets, attaché à une chaise en métal ».

### Retrait de licence de diffusion de la CGTN
Durant des manifestations pro-démocratiques ayant eu lieu à Hong Kong en 2019-2020, l'Ofcom constate des infractions aux règles de diffusion du Royaume-Uni concernant la couverture : la chaîne a, de façon répétée, négligé de présenter le point de vue des manifestants opposés à Pékin.
Début février 2021, l'Ofcom retire la licence de diffusion de CGTN au Royaume-Uni. Son enquête conclu que la licence est détenue à tort par Star China Media Limited (SCML) dont le contenu éditorial est contrôlé par le Parti communiste chinois. Malgré un délai important pour se mettre en conformité avec les règles statutaires, l'Ofcom révoque la licence de diffusion de CGTN au Royaume-Uni compte tenu de l'ingérence importante dans le droit d'un radiodiffuseur à la liberté d'expression. Quelques jours après l’annonce, la Chine, en guise de réponse interdit la diffusion de la BBC sur le sol chinois affirmant que certains de ses reportages sur la Chine enfreignaient les principes de véracité et d’impartialité journalistiques,.
En décembre 2020 afin de contourner cette interdiction, le CGTN sollicite le CSA en France pour pouvoir continuer émettre en Europe qui autorise la diffusion de la chaine et par conséquent prend le relais en tant qu’autorité compétente à la suite de la sortie de la Grande-Bretagne de l’Union européenne. Ainsi, la chaine CGTN est de nouveau autorisé au Royaume-Uni.

### Condamnation
Début mars 2020, l'Ofcom prononce des condamnations dans quatre affaires différentes.
Durant les manifestations pro-démocratie de Hongkong en 2019, l'Ofcom réclame une amende de 125 000 livres sterling. Elle juge la chaine CGTN coupable d’avoir failli à son obligation d’impartialité en accordant que le point de vue du régime chinois dans cinq émissions diffusées en Grande-Bretagne. Elle réclame également une amende de 100 000 livres est émise contre CGTN pour avoir porté atteinte à la vie privée du journaliste Peter Humphrey. Concernant les deux autres condamnations, l’Ofcom considère un « traitement injuste et d’atteinte à la vie privée » envers Simon Cheng, ancien employé du consulat du Royaume-Uni à Hong Kong en 2019, et de Gui Minhai, un libraire de Hong Kong naturalisé suédois, qui avait été kidnappé en 2015 par la police chinoise en Thaïlande. Elle n'a pas encore statué sur les pénalités afférentes.